# Augustin Souchy
Augustin Souchy (Racibórz, 28 de agosto de 1892-Múnich, 1 de enero de 1984) fue un anarcosindicalista, antimilitarista y periodista alemán.
Se calificó a sí mismo como un «estudiante de la revolución» y fue una de las figuras destacadas del movimiento libertario alemán e internacional.

## Biografía

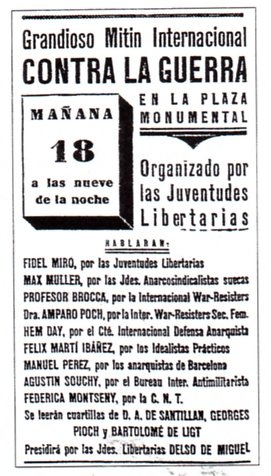
Convocatoria a una reunión pública contra la guerra en Barcelona, el 18 de julio de 1936. Augustin Souchy aparece como ponente.

En 1915, durante la Primera Guerra Mundial, emigró a Suecia para evitar el servicio militar, siendo expulsado dos años más tarde por el gobierno sueco como respuesta a su propaganda antimilitarista. A partir de entonces viajó por el mundo, volviendo en cierto momento a Alemania, y viviendo varias veces en España, América del Sur, y Francia. Fue muy activo dentro del movimiento anarquista en todos los lugares donde residió, y trabajó con anarquistas famosos incluyendo a Rudolf Rocker y a Piotr Kropotkin.
Participó dentro de la Confederación Nacional del Trabajo en España, y en la Revolución española durante la guerra civil española. Su trabajo The Tragic Week in May es uno de los pocos relatos de primera mano que existen sobre las Jornadas de mayo de 1937. Después de la guerra, fue detenido en Francia, pero consiguió escapar a México.
Souchy pasó el resto de su vida colaborando en varias organizaciones sindicales y anarquistas, y continuando con su periodismo.

## Obras

### En alemán
- Schreckensherrschaft in Amerika. Unter hauptsächlicher Benutzung von John Anderssons "Wallstreets blodiga välde".
- "Sacco und Vanzetti. (Zum 50. Todestag)".
- Nacht über Spanien. Anarcho-Syndikalisten in Revolution und Bürgerkrieg 1936–39. Ein Tatsachenbericht.
- (Con Erich Gerlach): "Die soziale Revolution in Spanien. Kollektivierung der Industrie und Landwirtschaft in Spanien 1936-1939. Dokumente und Selbstdarstellungen der Arbeiter und Bauern".
- (Con Clara Thalmann): "Die lange Hoffnung. Erinnerungen an ein anderes Spanien", 1985. ISBN 3-922209-54-8.
- Zwischen Generälen, Campesinos und Revolutionären.
- Reise nach Russland 1920. Mit einem aktuellen Vorwort "59 Jahre danach" und einem Gespräch hrsg. von A. W. Mytze.
- Reisen durch die Kibbuzim.
- Erich Mühsam - sein Leben, sein Werk, sein Martyrium.